# 최은미
최은미(崔銀美, 1978년~)는 대한민국의 소설가이다. 2008년에 단편소설 《울고 간다》로 등단했으며, 젊은작가상, 대산문학상, 김승옥문학상 우수상, 현대문학상, 한국일보문학상, 제45회 이상문학상 등을 수상했다.